# Parque Histórico Nacional Adams
El Parque Histórico Nacional Adams (Inglés: Adams National Historical Park), anteriormente Sitio Histórico Nacional Adams, se encuentra en Quincy (Massachusetts), y está dedicado a conservar la casa de los Presidentes de los Estados Unidos John Adams y John Quincy Adams, del embajador de EE. UU. en Gran Bretaña, Charles Francis Adams, y de los escritores e historiadores Henry Adams y Adams Brooks.
Los once edificios del parque histórico nacional tratan de difundir la historia de la familia Adams durante cinco generaciones (1720 a 1927), incluyendo Presidentes, primeras damas, embajadores de EE. UU., historiadores, escritores y miembros de la familia que contribuyeron a su éxito. Además de Peacefield, el hogar de cuatro generaciones de la familia Adams, el parque tiene otros lugares de características históricas: el lugar de nacimiento de John Adams  (30 de octubre de 1735), el cercano lugar de nacimiento de John Quincy Adams (11 de julio de 1767) y la Biblioteca de Piedra (Stone Library) (construida en 1870 aneja a la casa con los libros de John Quincy Adams y se cree que es la primera biblioteca presidencial), que contiene más de 14.000 volúmenes históricos en 12 idiomas.
Hay un centro de visitantes fuera del lugar a menos de 1,6 km de distancia. Se hacen visitas programadas regularmente a las casas solo en determinadas temporadas (19 de abril - 10 de noviembre), con visitas guiadas en un transporte de turismo entre los diferentes sitios proporcionado por el Servicio de Parques Nacionales. El acceso a United First Parish Church es gestionado por la congregación que lo regenta, para lo que piden una pequeña donación. La iglesia está al otro lado de la calle del centro de visitantes.

## Lugar de nacimiento de John Adams

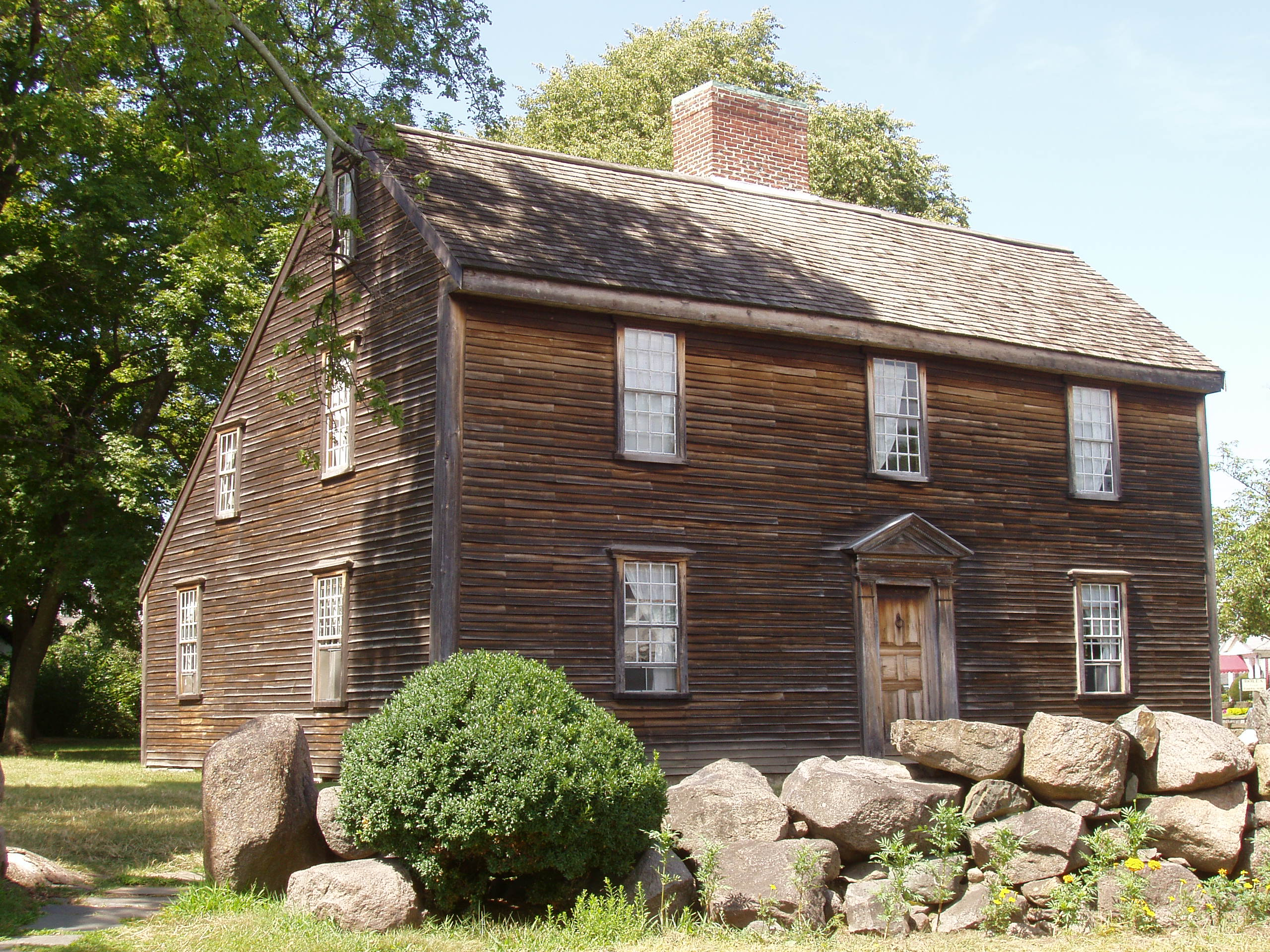
Casa natal de John Adams

El lugar de nacimiento de John Adams, en Quincy (Massachusetts), es la casa típica saltbox, que se caracteriza por el techo inclinado, en la que el segundo presidente de los Estados Unidos John Adams nació el 30 de octubre de 1735. El lugar de nacimiento del hijo de Adams, John Quincy Adams, está a sólo unos metros de distancia, ya que era la casa donde primero vivió la familia. La posterior mansión de Adams, llamada Peacefield, está a pocos kilómetros de distancia, como las tumbas de los dos presidentes y sus esposas en la United First Parish Church. Todos están abiertos al público.
El 19 de diciembre de 1960, el lugar de nacimiento fue designado Monumento Nacional.

## Lugar de nacimiento de John Quincy Adams

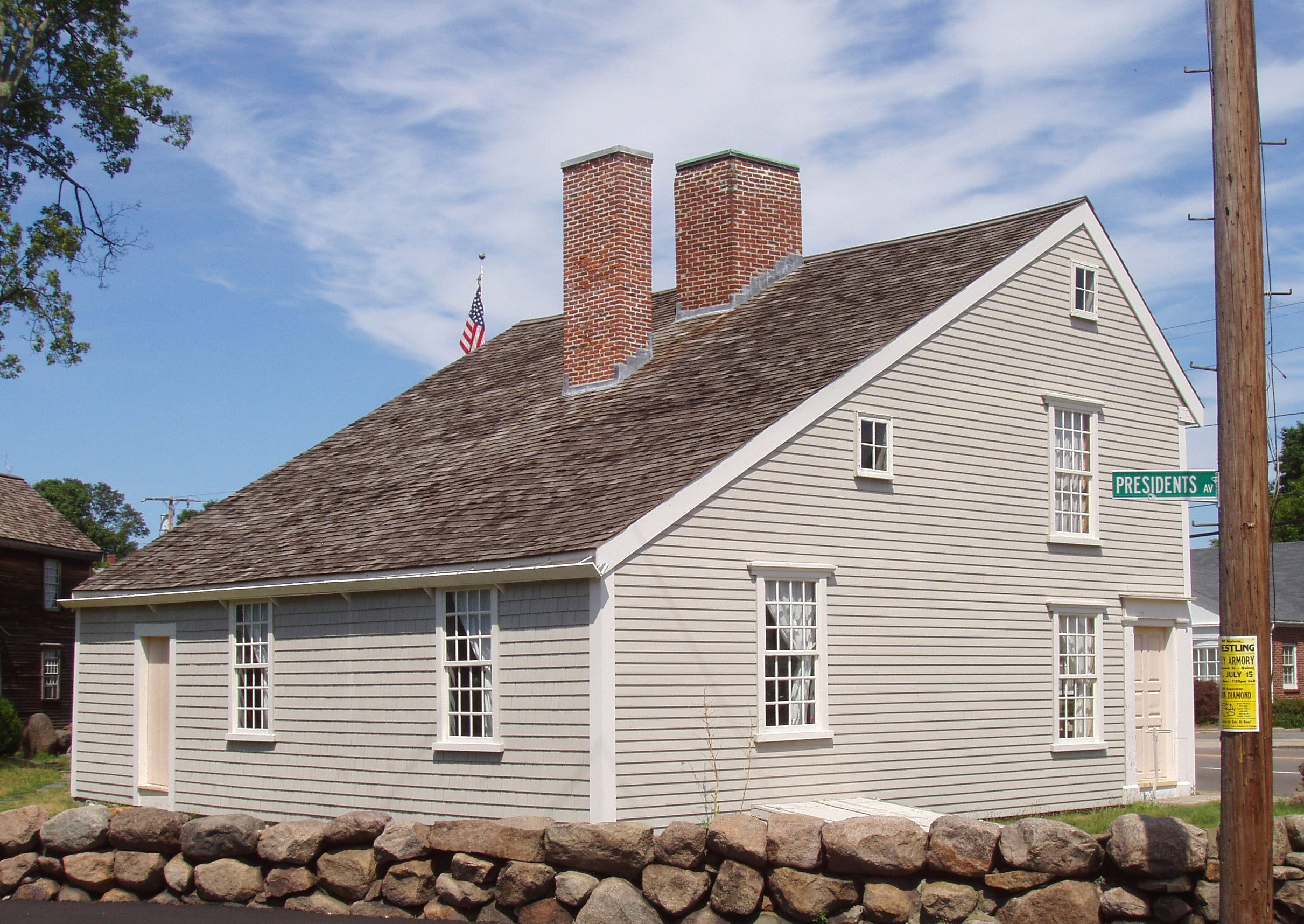
Casa natal de John Quincy Adams

El lugar de nacimiento de John Quincy Adams es otro hogar saltbox en el que nació el sexto presidente de los Estados Unidos, John Quincy Adams, en 1767. Desde una colina cercana a la casa, Abigail Adams y su hijo de 7 años de edad, John Quincy Adams, presenciaron la batalla de Bunker Hill y la quema de Charlestown, Boston, en 1775.
El 19 de diciembre de 1960, el lugar de nacimiento fue también designado Monumento Nacional.

## Peacefield

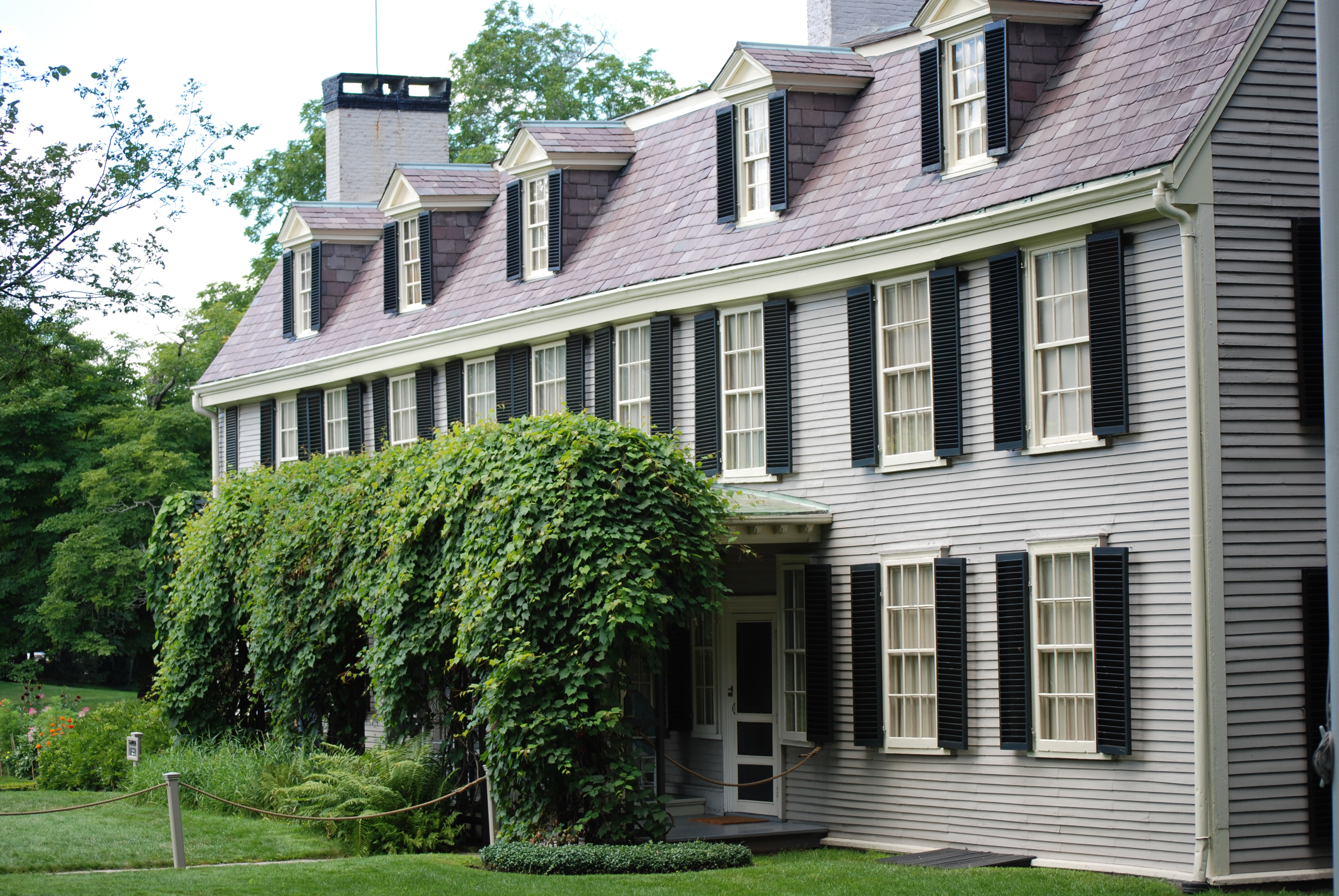
Peacefield

Peacefield, también llamada Casa Vieja (Old House), fue la casa y la granja de John Adams y su esposa Abigail Smith Adams, quien es famosa por su independencia de pensamiento y su correspondencia con su marido, mientras que este asistió al Congreso Continental en Filadelfia. Peacefield fue también el hogar de John Quincy Adams y su esposa Louisa Catherine Adams, su hijo Charles Francis Adams (embajador en el Reino Unido durante la Guerra Civil Americana), y los historiadores Henry Adams y Brooks Adams.
La parte más antigua de la casa fue construida en 1731 por Leonard Vassall, un plantador de azúcar de Jamaica, y adquirida por John y Abigail Adams en 1787 después de que sus propietarios lealistas hubieran abandonado Massachusetts durante la Guerra de Independencia. Los Adams eran en ese momento todavía residentes en Londres, ya que John era embajador en la Corte de St. James pero regresaron en 1788 para ocupar la casa y sus 40 hectáreas (160.000 m²) de tierra de cultivo. Se sorprendieron desagradablemente por la casa. En ese momento consistía de sólo dos habitaciones de techo bajo en la planta baja, dos dormitorios y un ático. Abigail Adams escribió "se siente como un nido de chochines."
Durante los siguientes doce años, residieron en Filadelfia porque Adams desempreño primero como vicepresidente y luego como Presidente. Abigail Adams asistió la granja en esa época. La casa se expandió bastante, la adición de lo que ahora es el lado derecho de la fachada delantera, con un pasillo estrecho, un gran salón en la planta baja y un amplio estudio arriba. Las adiciones fueron construidas en el estilo georgiano con techo abuhardillado. Adams regresó a la casa a vivir a tiempo completo en 1801, después de su derrota por un segundo mandato presidencial. Su hijo John Quincy Adams también regresó a la casa en ese momento, después de completar su misión diplomática en Berlín, Prusia. En relación con las extensiones de la casa fueron hechas por su hijo, Charles Francis Adams.
La casa fue donada por la familia Adams a los Estados Unidos en 1946.

## United First Parish Church

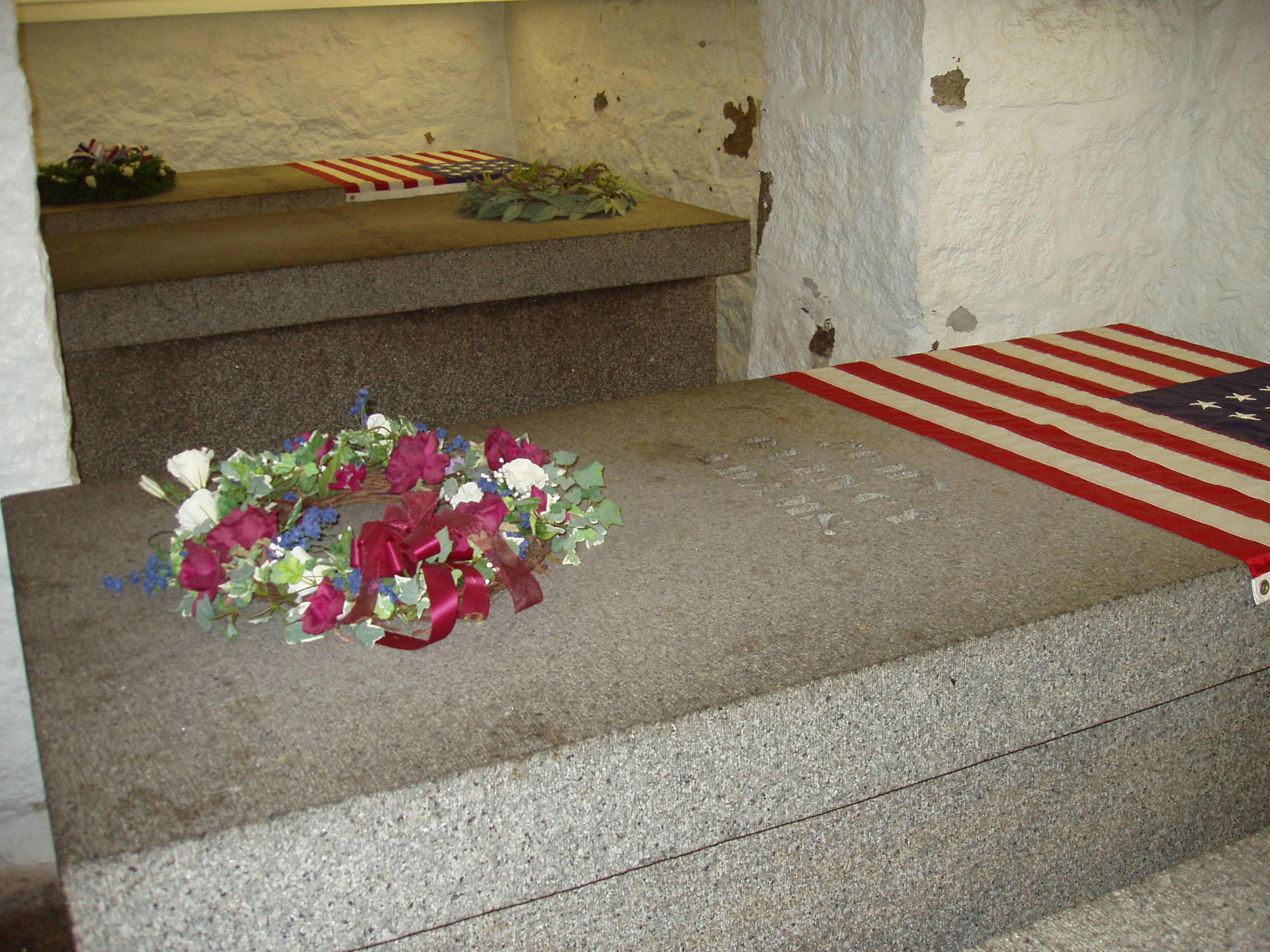
Sepulcros de los presidentes en la United First Parish Church

La Primera Iglesia Parroquial Unitaria en Quincy (Massachusetts), es una congregación unitaria universalista, establecida como la iglesia parroquial de Quincy en 1639. El edificio actual fue construido en 1828 bajo los diseños de Alexander Parris. El edificio fue declarado Monumento Nacional el 30 de diciembre de 1970.
Se la conoce como la «Iglesia de los Presidentes», ya que dos presidentes de Estados Unidos, John Adams y John Quincy Adams, descansan en la iglesia junto con sus esposas, Abigail Adams y Louisa Catherine Adams. Los cuatro están enterrados debajo de la iglesia en una cripta de la familia. El banco, en que se sentaban cuando acudían a misa está marcado con una placa y una cinta en el lateral.
La congregación se reunió por primera vez en 1636 como una rama de la iglesia en Boston, convirtiéndose en una iglesia independiente en 1639, conocida simplemente como "Iglesia de Braintry," porque toda la zona era conocida entonces como Braintree. Era una iglesia congregacionalista puritana cuando se estableció por primera vez, pero desde mediados del siglo XVIII ha sido unitaria, en espíritu si no en el nombre.
La iglesia de 1828 está construida con granito de Quincy. El presidente John Adams financió su construcción a través de una donación de tierras, y la mayor parte del granito viene de la cantera de la familia Adams. Sin embargo, los pilares son de otra cantera local, porque la cantera de Adams no era lo suficientemente profunda para una columna de altura completa. Su campana original fue fabricada por Paul Revere, pero fue fundida y refundida, ya que no era lo suficientemente fuerte para servir como una alarma de incendio. El inusual techo abovedado representa una flor de la pasión rodeada de flores de loto. El altar de caoba fina es original.
Ambos presidentes, junto con sus primeras damas, están enterrados en un panteón familiar en el sótano de la iglesia. Sólo otra iglesia en los Estados Unidos contiene una tumba presidencial, la Catedral Nacional de Washington, que contiene los restos del presidente Woodrow Wilson.